# Математична лінгвістика
Математи́чна лінгві́стика (також обчи́слювальна лінгві́стика або комп'ю́терна лінгві́стика) — напрямок штучного інтелекту, який ставить за мету використання математичних моделей для опису природних мов. Також, це галузь науки на межі математики й лінгвістики, що вивчає найзагальніші закони будови символьних послідовностей, або знакових систем, до яких належать деякі абстрактні матем. структури, штучні та природні мови.
Комп'ютерна лінгвістика частково перетинається з обробкою природних мов. Проте останнім часом акцент робиться не на абстрактні моделі, а на прикладні методи опису та обробки мови для комп'ютерних систем.

## Розділи математичної лінгвістики
Вони залежать від середовища, в якому використовуються мови, бувають усними та письмовими. А також від дій над мовою (аналіз, створення, переклад)
- Розпізнавання та синтез мови
- Синтаксичний аналіз та генерація - це розділи, які "розберуть і по частинах складуть" будь-яке речення.
- Власне машинний переклад.
- Автоматичне реферування.

Математична лінгвістика - ряд галузей теоретичного і прикладного мовознавства, в яких використовуються поняття і методи математики (теорії імовірностей, математичної статистики, теорії інформації, математичної логіки, теорії алгоритмів тощо). Ще на початку 20 ст. російський математик А. А. Марков (старший) застосував теорію імовірностей до вивчення розподілу літер на позначення голосних і приголосних звуків у друкованих російських текстах («Євгеній Онєгін» О. С. Пушкіна, «Дитячі роки Багрова-онука» С. Т. Аксакова). Такі дослідження починаючи з 1930-х років набули важливого застосування в телеграфії й телефонії. Основне завдання тут полягало в передачі по каналах зв'язку максимальної кількості повідомлень найекономнішим способом. Щоб вирішити це завдання, потрібно знати кількісні закономірності в мовах: розподіл літер (для телеграфії) і розподіл фонем (для телефонії). Застосовуючи поняття теорії інформації, розробляють за допомогою сучасних обчислювальних пристроїв статистики мов (лінгвістична статистика). Одержані результати є важливими не тільки для телефонії і телеграфії, а й для теоретичного мовознавства. З винайденням електронних обчислювальних машин і розвитком кібернетики перед мовознавством постала низка нових завдань: машинний переклад з однієї мови на іншу, подання в автоматичні пристрої програми дії і даних, сформульованих безпосередньо у вигляді друкованих текстів або усної мови (так зване «мовне керування механізмами»). Все це потребує вивчення граматичних і лексичних властивостей мов математичними методами.

## Основні поняття, які використовуються в математичній лінгвістиці
- множина вихідних символів (алфавіт);
- відношення між елементами алфавіту, що сприймаються як аксіоми (постулюються);
- правила виводу, тобто обчислення всіх можливих множин символьних ланцюжків;
- ізоморфізм, тобто одно-однозначні відношення між елементами послідовності, при яких кожному елементові однієї послідовності ставиться у відповідність елемент іншої;
- гомоморфізм, одно-багатозначні відношення, послідовності, коли одному елементу першої послідовності відповідає декілька елементів другої і навпаки;
- відмічений ланцюжок, тобто такий, що відповідає правилам виводу;
- входження символу в послідовність, тобто поява його на заданому місці в ланцюжку;
- поділ вихідної множини класу ланцюжків за певними правилами на підкласи.

Використання операцій, які базуються на цих поняттях, дає можливість одержати аналоги граматичних класів і підкласів, категорій, парадигм, синтаксичних одиниць і відношень.
Властивості відношення одиниць досліджуваної знакової системи виявляють і вивчають шляхом побудови синтезувальних й аналітичних математичних моделей.